# Спеціальний анциркулейтед

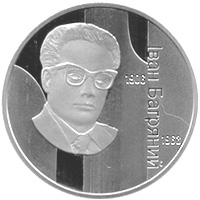
Реверс ювілейної монети Іван Багряний (2007). Спеціальний анциркулейтед

Спеціа́льний анциркуле́йтед — якість монет, спеціальний «винахід» НБУ, призначений для здешевлення їх виробництва  при збереженні колекційної вартості. 
Термін означає, що монеті властиві ознаки «анциркулейтед», але при цьому був відсутній спеціальний контроль якості (можуть бути присутні незначні точкові плями, подряпини тощо).